# Alejandro Botto
Alejandro Jorge Botto (Buenos Aires, 8 de abril de 1977) es un actor argentino. Es mayormente conocido por interpretar a Mateo Tabuenca en la serie de televisión El internado. También interpretó a Mariano Urquiza en la serie original de Disney Bia .
Es sobrino del actor Diego Botto, casado con la actriz Cristina Rota; y primo de la actriz María Botto y el actor Juan Diego Botto. 
Para el 2021 tiene previsto una exposición de sus pinturas hechas en la pandemia y espera retomar el unipersonal Un encuentro con García Lorca
El 6 de enero de 2021  se conoce que es nominado  al premio mejor actor de cine de Quetzal por su actuación en la película Irreconocible.

## Películas
| Año  | Título              | Personaje        | Notas        |
| ---- | ------------------- | ---------------- | ------------ |
| 2000 | Nueces para el amor | Amigo de Marcelo |              |
| 2003 | Una monedita, señor | -                | Cortometraje |
| 2003 | Los abajo firmantes | Nick             |              |
| 2008 | Desierto sur        | Gustavo          |              |
| 2011 | Otros silencios     | -                |              |
| 2011 | Belgrano            | Pio Tristán      |              |
| 2016 | Forever             | Vicente          | Cortometraje |
| 2019 | Irreconocible       | Arturo           |              |
| 2023 | La Extorsion        | Pedro Grecco     |              |

## Televisión
| Año       | Título                 | Personaje            | Notas                      |
| --------- | ---------------------- | -------------------- | -------------------------- |
| 1998-1999 | Verano del 98          | Darío Baldassari     | Elenco de reparto          |
| 2007-2008 | El internado           | Mateo Tabuenca       | Antagonista                |
| 2008      | LEX                    | Marcos               | Ep: "Visto para sentencia" |
| 2011      | El elegido             | por anunciar         | Participación Especial     |
| 2013-2014 | Aliados                | Fermín García Iturbe | Coprotagonista             |
| 2015      | Esperanza mía          | Sergio               | Participación especial     |
| 2017      | Quiero vivir a tu lado | Ricardo "Ricky"      | Participación especial     |
| 2017      | Las Estrellas          | Fabián Méndez        | Participación especial     |
| 2019-2020 | Bia                    | Mariano Urquiza      | Elenco principal           |
| 2021      | Bia: Un mundo al revés | Mariano Urquiza      |                            |

## Teatro
| Año       | Obra                          | Personaje             | Teatro           |
| --------- | ----------------------------- | --------------------- | ---------------- |
| 2023-2024 | Es Solo Sexo                  | Por anunciar          | Teatro Picadilly |
| 2022-2023 | La Fundaciion                 | Por anunciiar         | Teatro La Mueca  |
| 2018      | Las 20 y 25                   | Eduardo               | Gran Rex         |
| 2017      | Un encuentro con García Lorca | Federico García Lorca | Gran Rex         |
| 2014      | Aliados                       | Fermín García Iturbe  | Gran Rex         |
| 2013      | Invierno en el Barrio Rojo    | Protagonista          | Sala Mirador     |
| 2008      | Hamlet                        | Hamlet                | Sala Mirador     |
| 2007      | Despertares y Celebraciones   | Protagonista          | Sala Mirador     |